# Milan (Illinois)
Milan es una villa ubicada en el condado de Rock Island en el estado estadounidense de Illinois. En el Censo de 2010 tenía una población de 5099 habitantes y una densidad poblacional de 304,62 personas por km².

## Geografía
Milan se encuentra ubicada en las coordenadas 41°26′4″N 90°33′44″O / 41.43444, -90.56222. Según la Oficina del Censo de los Estados Unidos, Milan tiene una superficie total de 16.74 km², de la cual 15.2 km² corresponden a tierra firme y (9.18%) 1.54 km² es agua.

## Demografía
Según el censo de 2010, había 5099 personas residiendo en Milan. La densidad de población era de 304,62 hab./km². De los 5099 habitantes, Milan estaba compuesto por el 89.82% blancos, el 5.04% eran afroamericanos, el 0.37% eran amerindios, el 0.78% eran asiáticos, el 0.02% eran isleños del Pacífico, el 0.9% eran de otras razas y el 3.06% pertenecían a dos o más razas. Del total de la población el 4.55% eran hispanos o latinos de cualquier raza.